# Mirach
Mirach (Beta Andromedae, β And) – druga co do jasności gwiazda w gwiazdozbiorze Andromedy, odległa od Słońca o około 197 lat świetlnych.

## Nazwa
Tradycyjna nazwa gwiazdy, Mirach, pochodzi od zniekształconego arabskiego słowa ‏مئزر‎ miʾzar, oznaczającego „pas” Andromedy. To samo pochodzenie ma nazwa gwiazdy Mizar w Wielkiej Niedźwiedzicy. W formie super mirat nazwa ta pojawiła się w tablicach alfonsyńskich z 1521 roku. Międzynarodowa Unia Astronomiczna w 2016 formalnie zatwierdziła użycie nazwy Mirach dla określenia tej gwiazdy.

## Charakterystyka obserwacyjna

Położenie gwiazdy w gwiazdozbiorze Andromedy

Mirach niewiele ustępuje jasnością najjaśniejszemu w konstelacji Alpheratzowi, za to znacznie różni się kolorem, co widać nawet gołym okiem. Obserwowana wielkość gwiazdowa Miracha to 2,07m, zaś jego wielkość absolutna wynosi −1,84m. Gwiazda pozwala astronomom amatorom łatwo znaleźć na niebie galaktyki Andromedy i Trójkąta, jako że pierwsza jest widoczna dwukrotnie dalej od Miracha niż gwiazda Mi Andromedae, zaś druga znajduje się w podobnej odległości po przeciwnej stronie Miracha. Ponadto w odległości kątowej zaledwie 7 minut od Beta Andromedae znajduje się trudno dostrzegalna, mała galaktyka NGC 404, zwana „duchem Miracha”.

## Charakterystyka fizyczna
Mirach to czerwony olbrzym, należy do typu widmowego M0. Jego temperatura to 3800 K, a jasność jest 1900 razy większa niż jasność Słońca. Masa tej gwiazdy 3-4 razy przewyższa masę Słońca, a zmierzony rozmiar kątowy pozwala ocenić średnicę gwiazdy na około 0,8 au, co odpowiada promieniowi około 86 razy większemu niż promień Słońca. Gwiazda zakończy życie odrzuciwszy rozdętą otoczkę, stając się białym karłem.
Jest to gwiazda zmienna półregularna, która zmienia swą jasność w przedziale 2,01-2,10m.
Mirach ma wielu optycznych, pozornych towarzyszy.